# Fladdermusfalk
Fladdermusfalk (Falco rufigularis) är en fågel i familjen falkar inom ordningen falkfåglar. Den förekommer i Central- och Sydamerika. Arten minskar i antal, men beståndet anses ändå vara livskraftigt.

## Utseende
Fladdermusfalken är en liten (23–30 cm falk med mörkt skiffergrå ovansida, tydligt vit strupe, svartvitbandat bröst och orange på nedre delen av buken och "låren". Jämfört med sympatriska men mycket mer sällsynta arten orangebröstad falk är den mindre och mer kompakt samt har tunnare vit bandning på nedre delen av bröstet och mer begränsat med orange på övre delen av bröstet.

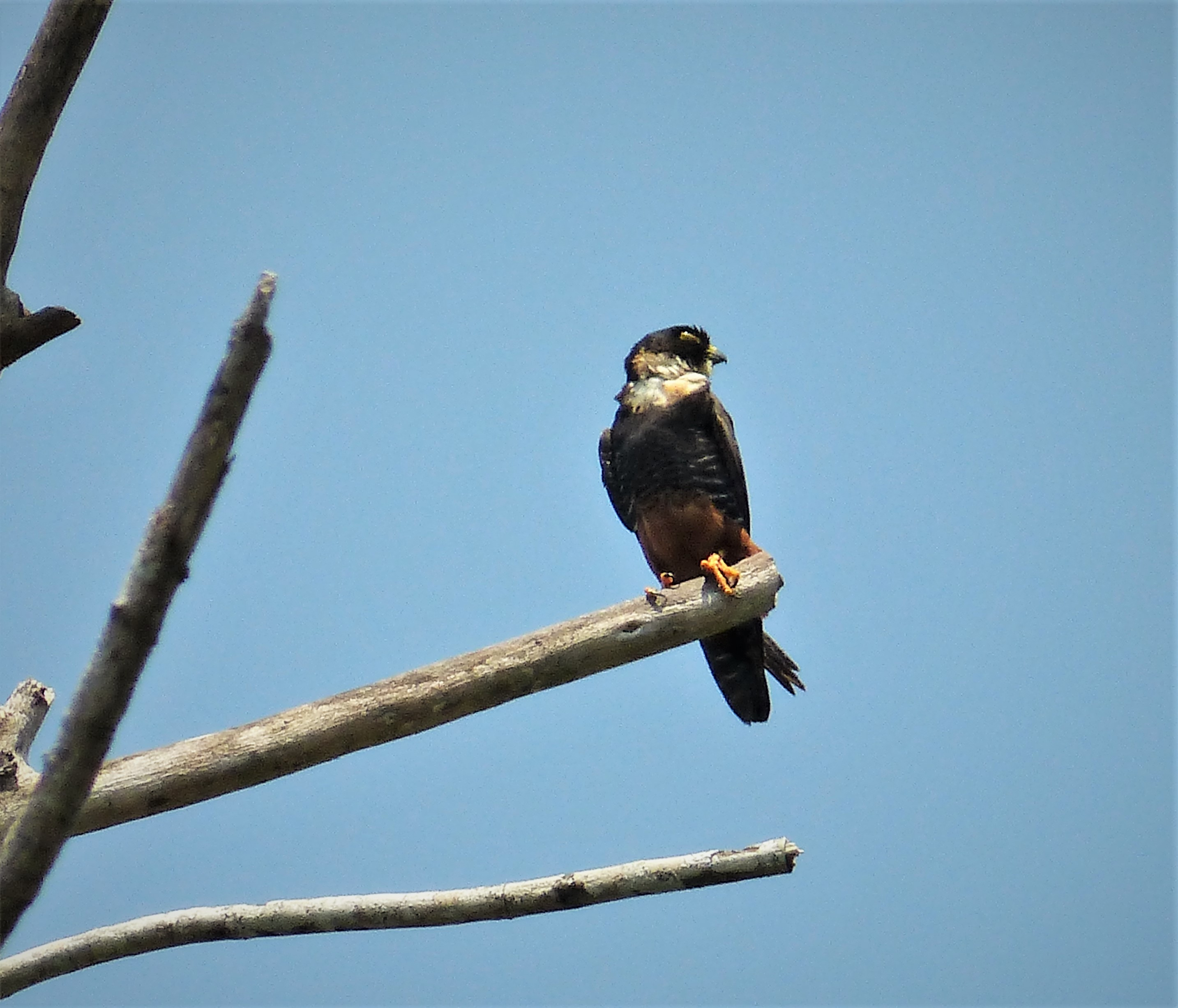

## Utbredning och systematik
Fladdermusfalken förekommer i Central- och Sydamerika. Den delas in i tre underarter med följande utbredning:
- Falco rufigularis petoensis – förekommer i fuktiga lågländer från norra Mexiko till södra Ecuador (väster om Anderna)
- Falco rufigularis rufigularis – förekommer i lågländer från norra Sydamerika till södra Brasilien och norra Argentina, Trinidad
- Falco rufigularis ophryophanes – förekommer på högplatån i Brasilien, angränsande Bolivia, Paraguay och Argentina

## Levnadssätt
Fladdermusfalken jagar vanligen i skymning och gryning vid skogsbryn eller över trädtaket, ofta utmed floder eller vid kanten av mindre odlade fält. Som namnet avslöjar livnär den sig på fladdermöss, men även fåglar och insekter. Den häckar i trädhål, på klippor eller på strukturer skapade av människan och försvarar reviret aggressivt.

## Status och hot
Arten har ett stort utbredningsområde och en stor population, men tros minska i antal, dock inte tillräckligt kraftigt för att den ska betraktas som hotad. Internationella naturvårdsunionen IUCN listar därför arten som livskraftig (LC). Beståndet uppskattas till i storleksordningen 500 000 till fem miljoner vuxna individer.